# Demokraci 66
Demokraci 66 (niderl. Democraten 66, D66) – holenderska partia polityczna, założona 14 października 1966 o profilu centrowym i socjalliberalnym. Powstała z inicjatywy dziennikarza Hansa van Mierlo oraz Hansa Gruijtersa. D66 należą do Partii Porozumienia Liberałów i Demokratów na rzecz Europy.
W wyborach partia uzyskuje przeciętnie kilka do kilkunastu miejsc w parlamencie. W swojej historii kilkakrotnie brała udział w formowaniu koalicji rządowej.

## Poparcie w wyborach

### Wybory doIzby Reprezentantów
| Wybory | Lider listy        | Wyniki    | Wyniki     | Mandaty | +/−  | Rząd              |
| Wybory | Lider listy        | Głosy     | %          | Mandaty | +/−  | Rząd              |
| ------ | ------------------ | --------- | ---------- | ------- | ---- | ----------------- |
| 1967   | Hans van Mierlo    | 307,859   | 4.48 (#7)  | 7/150   | Nowa | Opozycja          |
| 1971   | Hans van Mierlo    | 428,150   | 6.77 (#5)  | 11/150  | 4    | Opozycja          |
| 1972   | Hans van Mierlo    | 307,048   | 4.15 (#8)  | 6/150   | 5    | Koalicja rządząca |
| 1977   | Jan Terlouw        | 452,423   | 5.44 (#4)  | 8/150   | 2    | Opozycja          |
| 1981   | Jan Terlouw        | 961,121   | 11.06 (#4) | 17/150  | 9    | Koalicja rządząca |
| 1982   | Jan Terlouw        | 351,278   | 4.26 (#4)  | 6/150   | 11   | Opozycja          |
| 1986   | Hans van Mierlo    | 562,466   | 6.13 (#4)  | 9/150   | 3    | Opozycja          |
| 1989   | Hans van Mierlo    | 700,538   | 7.89 (#4)  | 12/150  | 3    | Opozycja          |
| 1994   | Hans van Mierlo    | 1,391,202 | 15.49 (#4) | 24/150  | 12   | Koalicja rządząca |
| 1998   | Els Borst          | 773,497   | 8.99 (#4)  | 14/150  | 10   | Koalicja rządząca |
| 2002   | Thom de Graaf      | 484,317   | 5.1 (#7)   | 7/150   | 7    | Opozycja          |
| 2003   | Thom de Graaf      | 393,333   | 4.07 (#7)  | 6/150   | 1    | Koalicja rządząca |
| 2006   | Alexander Pechtold | 193,232   | 1.96 (#8)  | 3/150   | 3    | Opozycja          |
| 2010   | Alexander Pechtold | 654,167   | 6.95 (#6)  | 10/150  | 7    | Opozycja          |
| 2012   | Alexander Pechtold | 757,091   | 8.03 (#6)  | 12/150  | 2    | Opozycja          |
| 2017   | Alexander Pechtold | 1,285,819 | 12.23 (#4) | 19/150  | 7    | Koalicja rządząca |
| 2021   | Sigrid Kaag        | 1,565,861 | 15.02 (#2) | 24/150  | 5    | Koalicja rządząca |
| 2023   | Rob Jetten         | 656,292   | 6.29 (#5)  | 9/150   | 15   | Opozycja          |